# Pak Beng
Pak Beng je malé město v severním Laosu, v provincii Udomxai. Jméno města znamená „Ústí Bengu“.

## Poloha a význam
Pak Beng leží na levém břehu Mekongu, u jeho soutoku s řekou Nam Beng. Nachází se přibližně na půli cesty z Huay Xai do Luang Prabangu po Mekongu. S hlavním městem provincie, Udomxai, spojuje Pak Beng silnice s pevným povrchem. V blízkém okolí města jsou dva buddhistické chrámy – novější Wat Khok Kho a starší Wat Sin Jong Jaeng.